# Visão fotópica

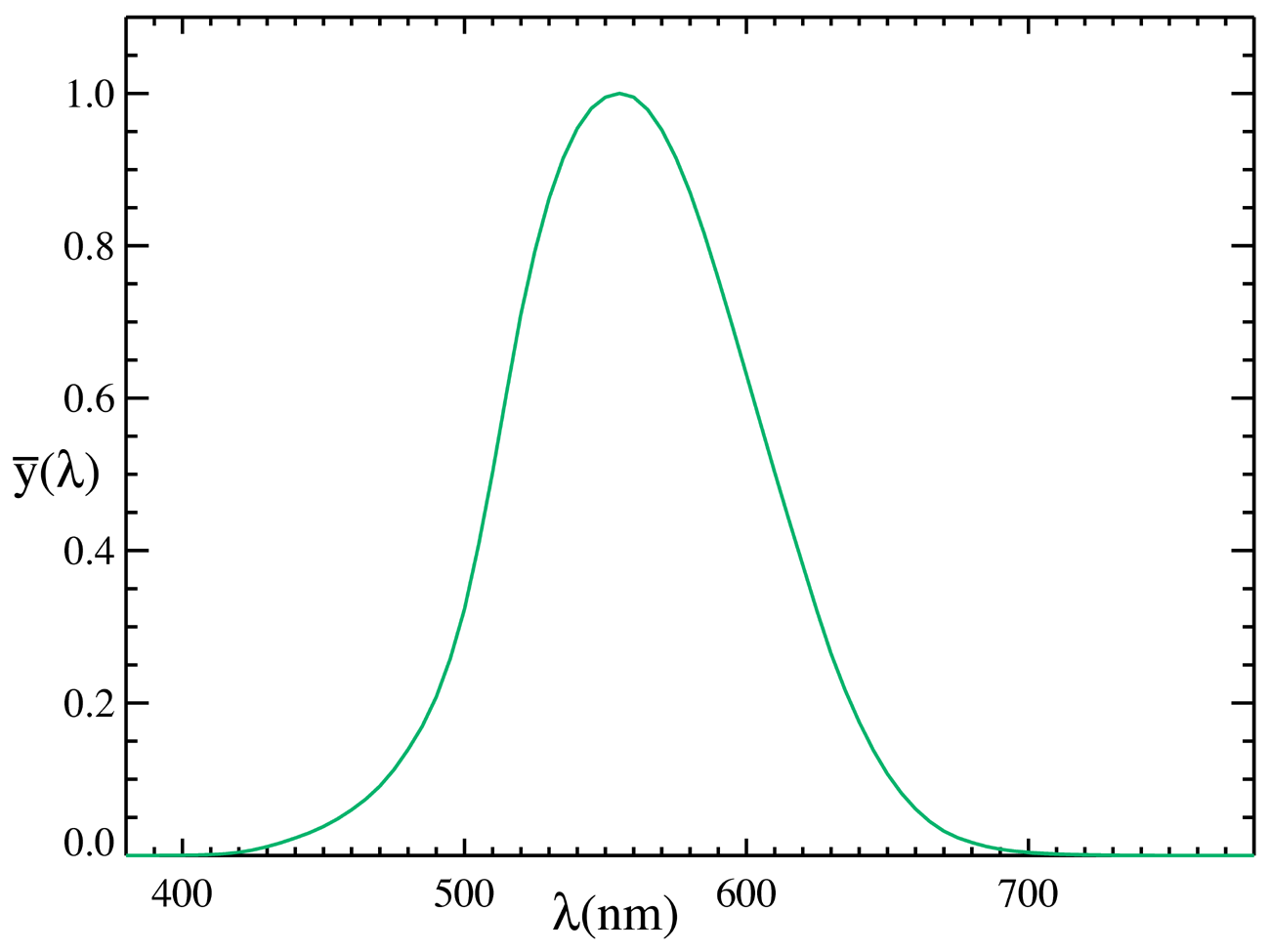
A função de luminosidade fotópica aprovada em 1931 pela CIE. No eixo horizontal o comprimento de onda em nm.

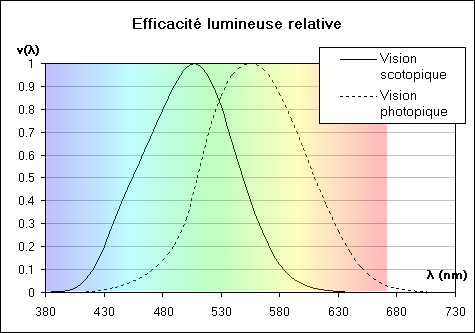
Comparação da eficácia relativa da visão fotópica e da visão escotópica em função do comprimento de onda da luz.

Visão fotópica é a designação dada à sensibilidade do olho em condições de intensidade luminosa que permitam a distinção das cores. Na generalidade dos casos a visão fotópica corresponde à visão diurna (reservando-se a designação de visão escotópica para a visão nocturna), o que no caso humano corresponde a níveis de iluminação entre 0,01 lux e mais de 100 000 lux. No olho humano a visão fotópica faz-se principalmente pela activação dos cones que se encontram na retina.
A sensibilidade do olho humano em visão fotópica não é a mesma para todos os comprimentos de onda (ver quadro abaixo), atingindo a sua máxima sensibilidade em torno dos 555 nanometros. O olho humano usa três tipos de cones para identificar três cores fundamentais. Os pigmentos biológicos existentes nos cones têm valores máximos de absorção da luz nos comprimentos de onda de 420 nm (azul), 534 nm (verde-azulado) e 564 nm (amarelo-esverdeado). A sua gama de sensibilidade sobrepõe-se para permitir visão em todo o espectro visível. A eficácia máxima de absorção é de 683 lumens/W no comprimento de onda de 555 nm (verde).
| {\displaystyle \lambda } (nm) | {\displaystyle v(\lambda )} | {\displaystyle \lambda } (nm) | {\displaystyle v(\lambda )} | {\displaystyle \lambda } (nm) | {\displaystyle v(\lambda )} | {\displaystyle \lambda } (nm) | {\displaystyle v(\lambda )} | {\displaystyle \lambda } (nm) | {\displaystyle v(\lambda )} |
|                               |                             | 400                           | 0,000 4                     | 500                           | 0,323                       | 600                           | 0,631                       | 700                           | 0,004 1                     |
| 410                           | 0,001 2                     | 510                           | 0,503                       | 610                           | 0,503                       | 710                           | 0,002 1                     |                               |                             |
| 420                           | 0,004 0                     | 520                           | 0,710                       | 620                           | 0,381                       | 720                           | 0,001 05                    |                               |                             |
| 430                           | 0,011 6                     | 530                           | 0,862                       | 630                           | 0,265                       | 730                           | 0,000 52                    |                               |                             |
| 440                           | 0,023                       | 540                           | 0,954                       | 640                           | 0,175                       | 740                           | 0,000 25                    |                               |                             |
| 450                           | 0,038                       | 550                           | 0,995                       | 650                           | 0,107                       | 750                           | 0,000 12                    |                               |                             |
| 460                           | 0,060                       | 560                           | 0,995                       | 660                           | 0,061                       | 760                           | 0,000 06                    |                               |                             |
| 470                           | 0,091                       | 570                           | 0,952                       | 670                           | 0,032                       | 770                           | 0,000 03                    |                               |                             |
| 380                           | 0,000 0                     | 480                           | 0,139                       | 580                           | 0,870                       | 680                           | 0,017                       | 780                           | 0,000 015                   |
| 390                           | 0,000 1                     | 490                           | 0,208                       | 590                           | 0,757                       | 690                           | 0,008 2                     |                               |                             |